# Nematocist
Nematocistele sunt niște celule vezicante, care sunt des întâlnite pe tentaculele meduzelor,anemonelor de mare și dedițeilor de mare. Nematocistele sunt otrăvitoare, atunci când tentaculele ating ceva ce eliberează și se duc în vene și artere ca un harpon și foarte fulgerător.Se întâlnesc și la cel mai veninos animal din ocean,Viespea de mare, care este tot o meduză foarte otrăvitoare. Se întâlnesc la multe meduze și la principali lor inamici, Dedițelul de mare care este o rudă apropiată a Anemonei de mare. Meduzele Dedițelul de mare și Anemona de mare au nematociste pe tentacule.